# Afrida hemicycla
Afrida hemicycla är en fjärilsart som beskrevs av George Francis Hampson 1918. Afrida hemicycla ingår i släktet Afrida och familjen trågspinnare. Inga underarter finns listade i Catalogue of Life.